# Hrnec

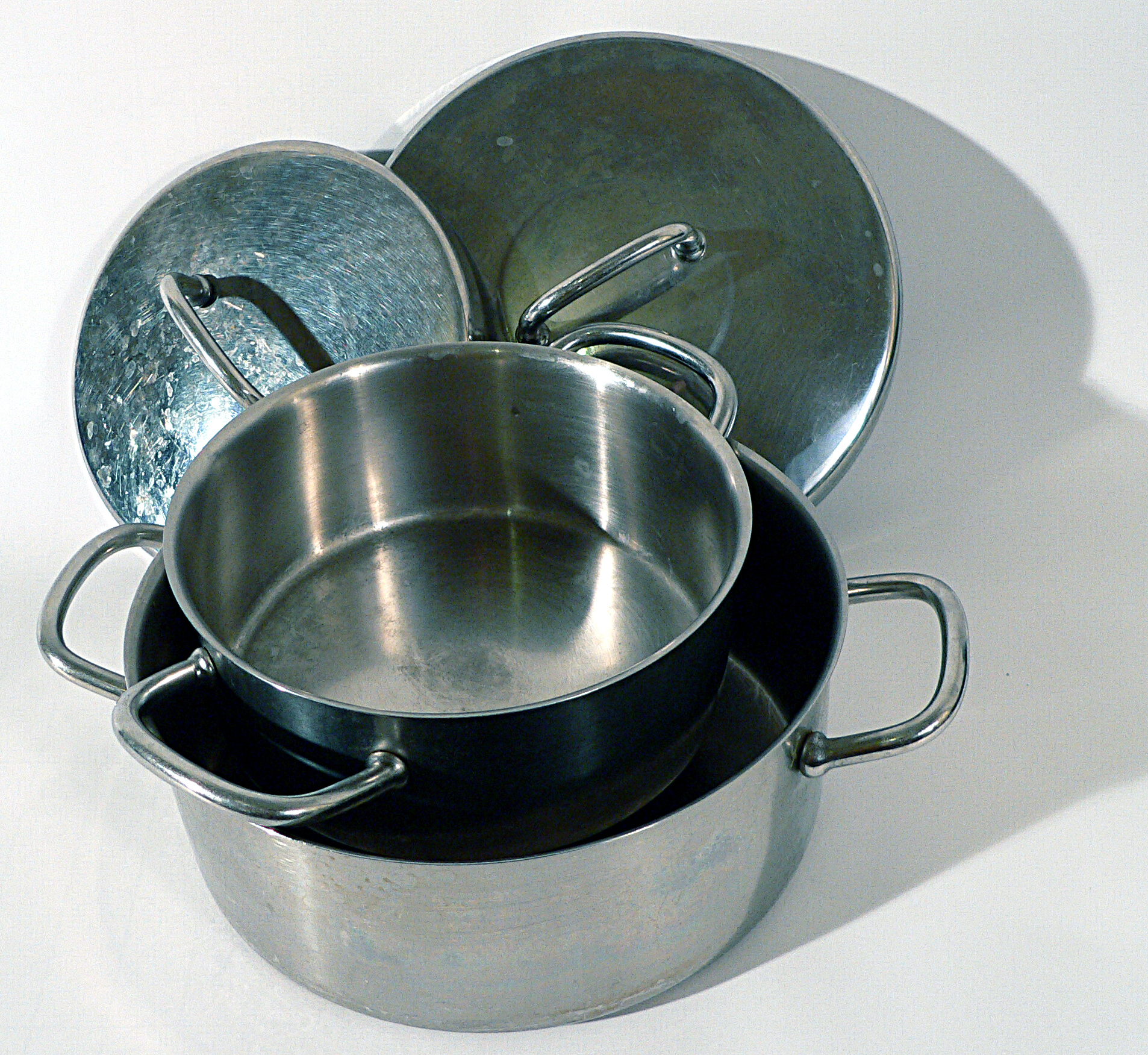
Hrnce

Hrnec je nejčastěji plechová nádoba obvykle válcovitého (nebo mírně kuželovitého či baňatého) tvaru s uchy sloužícími k přenášení. Součástí hrnce bývá obvykle poklice. Poklice slouží k zakrytí hrnce, tak aby obsah hrnce zůstal oddělen od okolního prostředí. Nízký hrnec, který je výrazně širší než vyšší (hranice terminologie je blíže neurčená) se obvykle označuje jako rendlík (z německého Reindl), lidově však častěji kastrol (z francouzského casserole, z provensálštiny cassa znamenající pánev), neboť lidový název rendlíku zůstává v expresivním podání odborně nazývaného štýláku (z německého Stielkaserolle) tedy rendlík s držadlem – štýlem (Stiel).
Nejčastěji se hrnec používá v kuchyni při přípravě jídel, přesněji k vaření potraviny ve vroucí vodě a přípravě vody k horkému nápoji. Slouží také i ke skladování potravin
Původním výrobním odvětvím bylo hrnčířství. Tradičním materiálem pro výrobu hrnců byla pak dlouhou dobu smaltovaná ocel. Po krátké době používání hliníkových slitin se dnes preferuje korozivzdorná ocel. Pro použití na indukčních vařičích se hrnce z korozivzdorné oceli zhotovují se sendvičovým dnem. Původní sendvič, složený z vrstev austenitické korozivzdorné oceli 18–10, (ocel používaná pro předměty používané v gastronomii – a nemagnetická), s vnitřní výplní hliníku, kterým je snadno dosaženo tepelné akumulace, rovněž však nemagnetického. Nový typ sendviče potom namísto hliníkové výplně obsahuje jádro z oceli, která je feromagnetická.